# Vinticena
Vinticena é um género botânico pertencente à família Malvaceae.